# 강삭철도

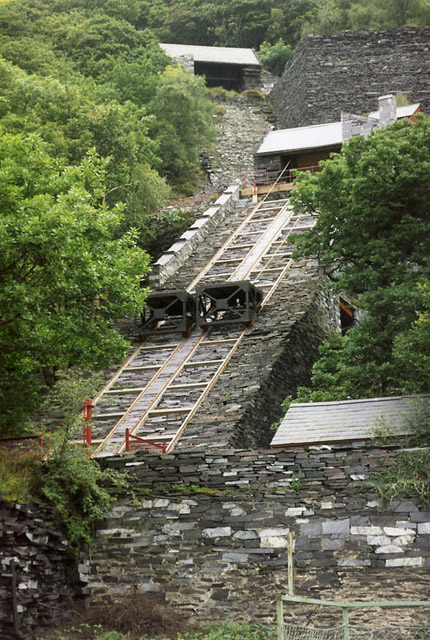
웨일스 Dinorwic Quarry의 강삭철도

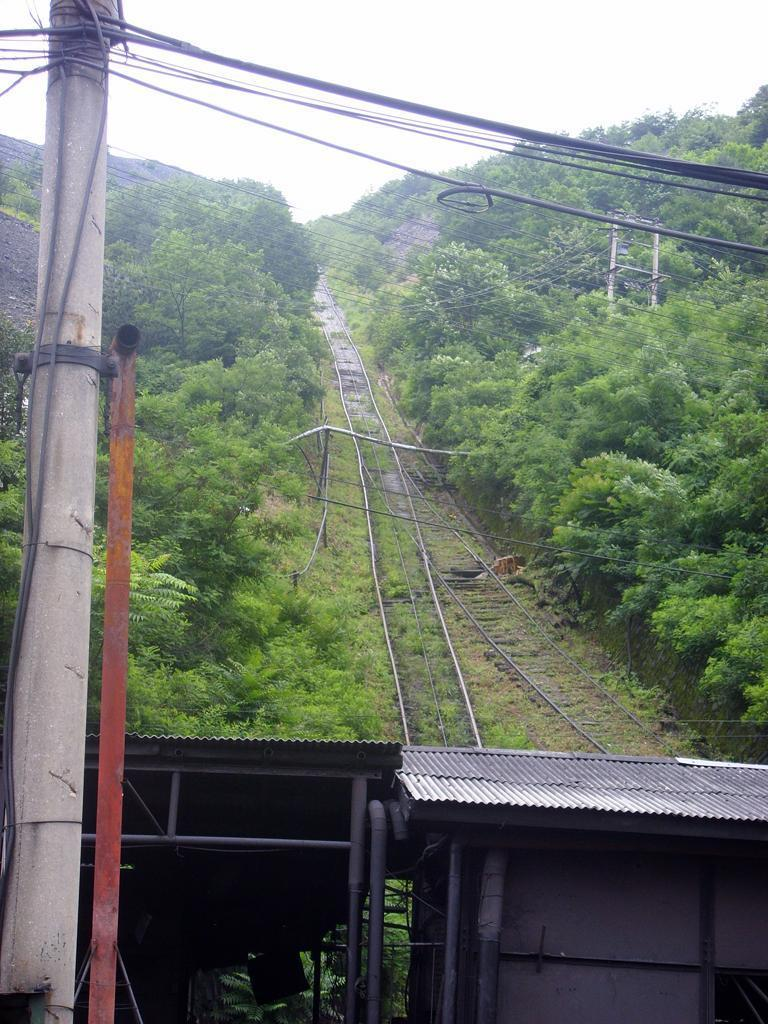
도계역 도계광업소 구내 강삭철도

강삭철도(鋼索鐵道; Cable Railway)는 레일 위에 설치된 차량을 밧줄을 통해 견인하여 운행하는 철도를 의미한다. 종종 경사면 철도(傾斜面鐵道, Incline Railway) 또는 케이블카(Cable Car)로 불리기도 한다.

## 개요
강삭철도는 종종 해외에서 케이블카로 불리며, 그렇기 때문에 삭도와 혼동되기도 한다. 그러나 강삭철도는 하중의 지탱은 궤도에 의해서 이루어지나, 그 동력은 궤조와 차륜의 점착에 의한 것이 아닌 연결된 밧줄에 의해서 견인됨으로 얻어지는 것을 의미하며, 이 점에서, 삭도와는 하중 지탱과 추진이 모두 밧줄에 의해 이루어지기에 강삭철도와 구분된다.
이런 특징으로 인해, 대개 점착운전이 불가능한 급경사면에 교통을 확보하기 위하여 사용된다.
대한민국에서도 과거 철암선(현 영동선) 구간 상에 이 체계가 존재하였고, 이를 인클라인이라고 불렀기 때문에, 이를 종종 인클라인 철도라고도 부른다. 그러나, 영어에서의 Inclined Railway는 차체가 경사지도록 구성된 차량과 그 운행 선로를 통칭하는 것으로, 정확히 부합하는 표현은 아니다.

## 종류
강삭철도의 종류에 대해 체계적인 분류가 이루어진 바는 없다. 다만, 크게 사용 용도, 차량의 결합분리 여부, 차량의 형상에 따라서 구분할 수 있다.

## 장단점
강삭철도는 동력을 점착에 의존하지 않기 때문에, 급격한 경사면에 사용할 수 있으며, 대개 고정된 권앙기를 사용하여 운행하기에 차량에 무거운 동력장치를 적재하지 않아도 된다. 또한, 삭도에 비해서 흔들림이 적고 하중을 궤조로 해결하기 때문에 취급 용량면에서 유리하며, 승차감이 비교적 안정적이고, 강풍 등과 같은 기후조건의 영향을 적게 받는다.
그러나, 밧줄의 절손시 차량의 심각한 일주가 발생하기 때문에 이에 대한 철저한 시설관리가 필요하고, 제동장치등 안전 설비가 필수적이다. 또한, 지면을 이용하기 때문에 궤도면의 정리가 필요하며, 특히 산악에서는 선형을 확보하기 위해 고가나 터널, 성토 및 절개 작업이 필요하게 된다. 처리량 역시 삭도에 비해 유리하다고는 하나, 일반적인 도로나 철도에 비하면 지극히 취약하며, 따라서 토목공사가 필요함에도 삭도보다 확실히 큰 용량을 내지 못하는 고로 현재는 활발히 신설되는 편은 아니다.

## 한국의 강삭철도

### 대한민국
대한민국에서의 강삭철도로 유명한 것은 과거 영동선 통리역~심포리역(통리재 구간) 사이에 있었던 1.1km 길이의 인클라인 구간이다. 이 곳은 일제강점기 당시에 화물용으로 설치된 것으로, 여객이 이용하지는 못하였으며, 실제 여객 열차의 운행도 영암선(현 영동선) 영주~통리간과, 철암선(현 영동선) 북평(현 동해)~심포리간으로 분리되어, 통리~심포리 간은 걸어서 경사면을 이동해야 하였다고 한다.
화물 역시, 통리와 심포리에 소규모의 조차장이 조성되어, 도착한 화물 열차를 한 량씩 분할하여, 전용의 완급차에 한 량씩 연결하여 올려보내거나 내려보내고, 이를 다시 조성하여 운행하였다고 한다. 이로 인해 하루에 취급하는 화물 처리량은 하루 최대 745톤으로 수송에 심각한 장애가 되었다. 이로 인해 8.5km의 우회선 건설이 결정되었으며, 이 우회선이 1963년 5월 10일에 개통되면서 통리재 인클라인 구간은 폐지되었다. 현재 추추파크에서 이 구간을 푸니쿨라(Funicular)로 복원하여 2014년 10월부터 운행하고 있다.
이 외에도, 도계역의 도계광업소 구내와 통리역 인근 저탄장에 강삭철도 시설이 운영되고 있으나, 광차 전용으로 일반 열차나 여객 대상의 시설이 아니다.

### 조선민주주의인민공화국
조선민주주의인민공화국의 경우 현재도 신흥선 송흥-부전령 구간과 장진선 삼거리-황초령 구간에서 강삭철도가 운영되고 있다. 한편 조선민주주의인민공화국에서는 강삭철도를 '쇠바줄철길'이라는 이름으로 부르는 것으로 알려져 있다.

## 같이 보기
- 스위치백
- 푸니쿨리, 푸니쿨라